# Michel Miraillet
Michel Miraillet, né le 10 avril 1960, est un diplomate français

## Études
Titulaire d'un diplôme de l'Institut d'études politiques de Paris et de diverses universités (licence d'histoire, maîtrise de droit, troisième cycle de gestion des marchés financiers), Michel Miraillet est un ancien élève de l’École nationale d'administration (promotion Michel de Montaigne).

## Carrière
Diplomate de carrière, il a, avant de rejoindre le ministère de la défense, occupé les fonctions de directeur des affaires internationales et stratégiques du secrétariat général de la défense nationale, l’un des services du Premier ministre, chargé de la coordination de l’action gouvernementale  sur les questions relatives à la sécurité intérieure et extérieure de la France.
Conseiller auprès de la mission permanente des Nations unies à New York chargé des questions de désarmement, de sécurité et du suivi des activités de l’UNSCOM (1992-1995), il devient, pendant deux ans, conseiller politique à l'ambassade de France en Égypte. Il devient en 1997 conseiller politique à la représentation permanente de la France auprès du Conseil de l’Atlantique Nord (1997-2000), puis, en 2001, premier conseiller de l’ambassade de France en Israël.
De 2004 à 2006, il rejoint la direction générale de l’administration du Quai d’Orsay comme sous-directeur des personnels.
Michel Miraillet a été membre des commissions de rédaction du livre blanc sur la défense et la sécurité nationale publié en 2008 et en 2013. De septembre 2007 à juillet 2013, il est directeur des affaires stratégiques et le directeur de la politique de défense du ministère de la Défense. 
Revenant à la diplomatie, il est nommé ambassadeur de France aux Émirats arabes unis en novembre 2013, puis ambassadeur de France au Brésil en septembre 2017.
En février 2020, il est nommé directeur général de la mondialisation, de la culture, de l'enseignement et du développement international à l'administration centrale du ministère de l'Europe et des affaires étrangères à compter du 9 mars 2020. Il est également chargé de la présidence du conseil d'administration de l'Agence pour l'enseignement français à l'étranger à partir du 25 septembre 2020.
Il est nommé ambassadeur au Canada le 13 septembre 2022.

## Distinctions honorifiques
Michel Miraillet, est chevalier de la Légion d'honneur et de l'ordre national du Mérite.